# Catarina Mourão

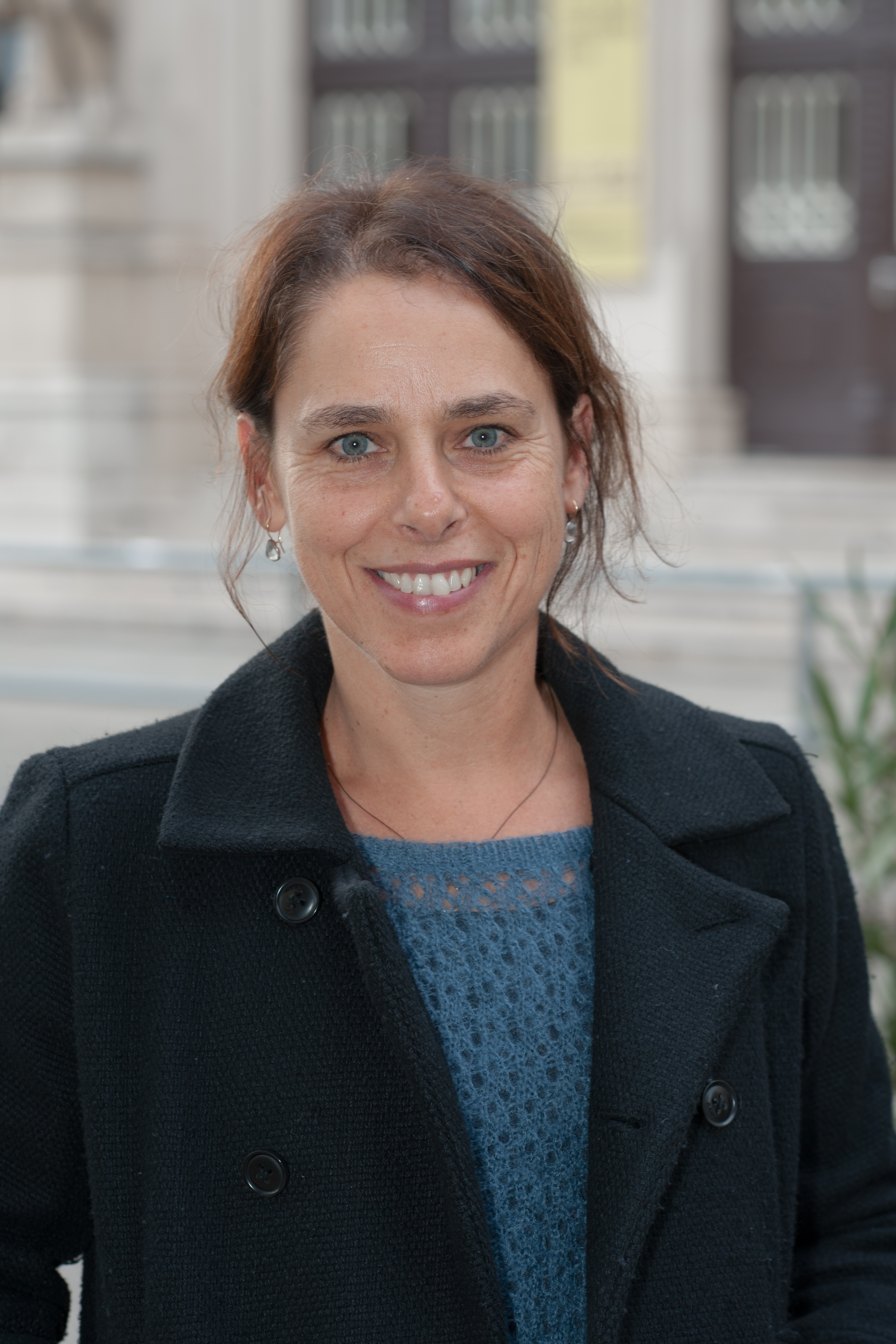
Catarina Mourão 2015

Catarina Mourão (* 17. Februar 1969 in Lissabon) ist eine portugiesische Regisseurin und Filmemacherin.

## Leben
Catarina Mourão studierte an der Universität Lissabon Rechtswissenschaften. Nach dem Abschluss dieses Studiums im Jahr 1992 studierte sie von 1993 bis 1995 an der University of Bristol Filmwissenschaften, wo sie mit Auszeichnung abschloss. 2015 absolviert sie ein Promotionsstudium für Filmwissenschaften an der University of Edinburgh.
1995 hatte sie ihre erste Premiere auf dem BAFTA Festival. 1998 gründete sie die portugiesische Dokumentarfilmgesellschaft AporDOC.
Ihr 1998 erschienener Dokumentarfilm A Dama de Chandor über eine alte Goa-portugiesische Dame und ihr verfallendes Herrenhaus im ehemaligen Portugiesisch-Indien wurde mehrfach international ausgezeichnet.
2000 gründete sie mit Catarina Alves Costa die Produktionsfirma Laranja Azul. Es folgten weitere Dokumentarfilme, darunter 2001 Próxima Paragem über die Sozialstruktur der Stadt Porto anlässlich der Kulturhauptstadt Europas 2001. Mit Pelas Sombras (2010) widmete sie sich dem Leben der Malerin Lourdes Castro.
2012 erstellte sie zwei Videoinstallationen für den portugiesischen Pavillon bei der 13. Internationalen Architektur-Biennale Venedig.
In ihren folgenden Dokumentarfilmen A Toca do Lobo (2015, über den Schriftsteller Tomás de Figueiredo) und Ana e Maurizio (2020, über die Malerin Ana Marchand) wandte sie sich wieder Familiengeschichten und familiären Beziehungen zu.

## Filmografie
- 1994: Mecca Before I die (5 min)
- 1996: The port (10 min)
- 1997: Fora de Água (Out of Water) (48 min)
- 1998: A Dama de Chandor (The Lady of Chandor) (90 min)
- 2002: Próxima Paragem (Next Stop) (15 min)
- 2002: Desassossego (Restless) (75 min)
- 2005: A minha aldeia já não mora aqui (My village doesn’t live here anymore) (58 min)
- 2006: À Flor da Pele | On Edge (64 min)
- 2010: Pelas Sombras (Through Shadows) (83 min)
- 2012: Lisbon-Ground – 2 Videoinstallationen (64 min/14 min)
- 2015: A toca do lobo (The wolf's Lair)
- 2018: O Mar Enrola na Areia (18 min)
- 2020: Ana e Maurizio (64 min)